# Cheaters
Cheaters (Alternativtitel im Fernsehen: Die Mogler bzw. Highschool Cheaters – Die Superbetrüger) ist ein US-amerikanisches Filmdrama aus dem Jahr 2000. Regie führte John Stockwell, der auch das Drehbuch schrieb.

## Handlung
Die Schüler der Steinmetz High School sind von allem im Klassenzimmer wenig begeistert, mit Ausnahme von Jolie Fitch, einem Junior, der die Englischklasse von Dr. Jerry Plecki genießt und sich stark in alle Diskussionen einbringt, besonders über sein Lieblingsbuch Paradise Lost. Dr. Plecki wird die Position des Academic Decathlon Coaches angeboten, ein Job, den alle anderen Lehrer als Zeitverschwendung für alle Beteiligten betrachten. Dr. Plecki hält nach dem Unterricht einen offenen Aufruf für die Schüler ab, aber niemand kommt, um teilzunehmen. Er ist im Begriff, für den Tag zu gehen, als Jolie hereinkommt und ihn davon überzeugt, dass er nach den klügeren Schülern suchen und sie rekrutieren muss. Es gelingt ihm, sieben Schüler zu rekrutieren (Darius, Matt, Paul, Dominik, Irwin, Agnieszka und Jolie). Sie verbringen die nächsten Monate damit, hart für den regionalen Wettbewerb zu lernen.
Bei den Regionalwettbewerben trifft das Team auf seinen größten Konkurrenten, die Whitney Young Magnet High School, die seit fast einem Jahrzehnt regelmäßig die regionalen und staatlichen Wettbewerbe gewinnt. Wie erwartet siegt Whitney Young und Steinmetz wird 5. in der Gesamtwertung, aber immer noch gut genug, um sich für den Landeswettbewerb zu qualifizieren. Die Schüler sind überwältigt von dem Gedanken, in der nächsten Runde gegen Whitney Young anzutreten, aber es ergibt sich eine Gelegenheit, als Matts Freund eine Kopie des Tests für das Landesfinale stiehlt und sie ihm gibt. Irwin bringt ihn dann zu Dr. Plecki, der der Meinung ist, dass die Verwendung des Tests die beste Chance für das Team ist, Whitney Young bei der Staatsmeisterschaft zu besiegen.
Nach einiger Überzeugungsarbeit stimmen alle sieben Mitglieder zu, ihre widersprüchlichen Gefühle bezüglich des Schummelns zu verwerfen und beginnen, die Antworten auf verschiedene Gegenstände (Taschenrechner, Schuhe, ein Kaugummi usw.) zu kopieren. Dr. Plecki teilt Irwin dann unter vier Augen mit, dass er aufgrund der niedrigsten Punktzahl in der Gruppe aus dem Landeswettbewerb ausscheidet, ihm aber ein Platz bei den nationalen Wettbewerben garantiert wird. Obwohl Irwin über diese Nachricht verärgert ist, willigt er ein, damit einverstanden zu sein.
Bei den Landesmeisterschaften trifft ein viel selbstbewussterer Steinmetz wieder auf Whitney Young. Mit den Antworten, die sie heimlich aufgeschrieben haben, und mit Jolie, die sie im Super-Quiz coacht, kommt das Team erfolgreich durch die Prüfungen. Am Ende des Tages gewinnt Steinmetz das Landesfinale mit einer Gesamtpunktzahl von 49.000, was den Zorn und den Verdacht von Whitney Young auf sich zieht, die beschließt, der Sache nachzugehen.
Während Steinmetz seinen Sieg feiert, schreibt ein gehässiger Irwin einen Aufsatz, in dem er beschreibt, wie er sich von Dr. Plecki betrogen fühlt und wie sie eine Vorabkopie des Tests erhalten haben. Der Verdacht erhärtet sich, als der Aufsatz beim Schulleiter abgegeben wird, der Irwin über den Wahrheitsgehalt seines Schreibens befragt. Der Vorstand des Illinois Academic Decathlon kommt an die Schule mit der Nachricht, dass das Team einen erneuten Test absolvieren muss, um ihre Ergebnisse zu bestätigen, da ihr staatliches Ergebnis fast 10.000 Punkte höher war als ihr regionales Ergebnis. Wenn sie sich weigern, werden sie ihre Meisterschaft verlieren. Sie fühlen sich von Irwin betrogen und sind verärgert über das Ultimatum des Vorstands. Sie weigern sich zu kooperieren und planen, eine einstweilige Verfügung zu erwirken, um den Staat davon abzuhalten, sie erneut zu testen.
Als die Belagerung durch die Medien immer brutaler wird, spricht Angela Lam, eine Schülerin des Academic Decathlon Teams vom Vorjahr, mit der Presse darüber, wie sie von Dr. Plecki die Antworten auf das Super-Quiz im Landeswettbewerb erhalten hat. Sie ermutigt die jetzigen Teammitglieder, reinen Tisch zu machen, wenn sie betrogen haben. Dr. Plecki wird sofort von seinem Lehrauftrag suspendiert und die Teammitglieder werden in das Hauptquartier der Schulbehörde gebracht, wo sie einzeln verhört werden. Obwohl sie unter Druck gesetzt werden, weigern sie sich, reinen Tisch zu machen und bestehen darauf, dass sie nicht geschummelt haben. Doch Dominik bricht schließlich zusammen und gesteht nach einem vertraulichen Gespräch mit einem der Ermittler.
Daraufhin wird Steinmetz der Staatstitel aberkannt und an Whitney Young vergeben. Dr. Plecki wird von der Steinmetz High School gefeuert, und die Teammitglieder werden von den anderen Schülern schikaniert, weil sie ihren Ruf ruiniert haben. Dr. Plecki beschließt, Chicago zu verlassen, in der Hoffnung, dass sich die Medien zerstreuen und die Teammitglieder in Ruhe lassen werden. Bevor er abreist, trifft er sich ein letztes Mal mit seinem Team am Lake Michigan in Downtown Chicago. Die Studenten überreichen ihm ein Geschenk: John Miltons Buch „Das verlorene Paradies“, das vom Team signiert wurde, und die Goldmedaille in Sprache und Literatur, die sie nicht an die Tafel zurückgegeben haben. Mit der Auflösung des Teams und dem Weggang von Dr. Plecki hat Jolie das Gefühl, einen Mentor verloren zu haben, der sich tatsächlich für ihre akademischen Möglichkeiten interessierte, und ein Team, das sich gegenseitig unterstützte. Am Ende wird Jolie am College angenommen und erkennt den Verdienst ihrer Leistungen an, ohne zu schummeln.
Im Epilog heißt es, dass Dominik, Agneiska und Paul aufs College gingen, Matt in einem Lagerhaus arbeitete, Darius’ Verbleib unbekannt ist, Irwin aufs College ging, um Journalist zu werden, und Dr. Plecki ein Unternehmen gründete.
Als Folge des Betrugsskandals von 1995 wurde die Steinmetz High School für zehn Jahre von der Teilnahme am Academic Decathlon ausgeschlossen. Sie kehrten 2006 zu dem Wettbewerb zurück.

## Kritiken
David Nusair schrieb auf Reel Film Reviews, die Regie sei energiebeladen, die Darstellungen seien überdurchschnittlich. Die Handlung sei fesselnd.
Das Lexikon des internationalen Films schrieb, der „nach dem wahren Leben“ gedrehte Film stelle „keine Fragen nach Moral oder Bildungsziel“, sondern fühle sich „einzig seiner eigentlich uninteressanten Geschichte verpflichtet“.

## Auszeichnungen
John Stockwell wurde im Jahr 2000 als Drehbuchautor für den Emmy nominiert. Blake Heron wurde 2000 für den YoungStar Award nominiert. Der Film wurde 2001 als Bester Fernsehfilm für den Golden Satellite Award nominiert. Eric A. Sears wurde 2001 für den Eddie der American Cinema Editors nominiert.

## Hintergründe
Die Handlung beruht auf Ereignissen aus dem Jahr 1995. Das Team des real existierenden Dr. Gerald Plecki von der Steinmetz High School verlor im Illinois Academic Decathlon State Championship gegen die Whitney Young High School auf der regionalen Ebene, aber gewann gegen dieselbe Schule die Meisterschaft. Das Team wurde später von dem State Decathlon Committee des Betrugs überführt.
Der Film wurde in Chicago und in Toronto gedreht. Einige Außenaufnahmen der Chicagoer Schulen wurden ohne Erlaubnis durchgeführt.